# Arija (kommunhuvudort)
Arija är en kommunhuvudort i Spanien.   Den ligger i provinsen Provincia de Burgos och regionen Kastilien och Leon, i den norra delen av landet, 290 km norr om huvudstaden Madrid. Arija ligger 846 meter över havet och antalet invånare är 198. Den ligger vid sjön Embalse del Ebro.
Terrängen runt Arija är kuperad västerut, men österut är den platt. Runt Arija är det mycket glesbefolkat, med 3 invånare per kvadratkilometer. Närmaste större samhälle är Reinosa, 15,7 km väster om Arija. Omgivningarna runt Arija är en mosaik av jordbruksmark och naturlig växtlighet.